# امیگنی
امیگنی (به فرانسوی: Amigny) یک کمون در فرانسه است که در Canton of Saint-Jean-de-Daye واقع شده‌است.

## خصوصیات
امیگنی ۳٫۶۹ کیلومترمربع مساحت و ۱۴۰ نفر جمعیت دارد.